# 木下百花
木下 百花（きのした ももか、1997年2月6日 - ）は、日本のタレント、シンガーソングライターで元アイドル。女性アイドルグループ・NMB48の元メンバーである。兵庫県出身。KYORAKU吉本.ホールディングス、Showtitleを経て2022年よりフリーランス。2024年現在はぶっ恋呂百花名義で音楽活動を行っている。

## 略歴
2010年9月20日、『NMB48オープニングメンバーオーディション』に合格し（応募総数7256名、最終合格者26名）、10月9日、『Visit Zooキャンペーン応援プロジェクト AKB48 東京秋祭り supported by NTTぷらら』においてNMB48第1期研究生26名の1人として初披露。
2011年2月2日にNMB48劇場の公演デビュー。12月13日、テレビアニメ『AKB0048』の声優を決める声優公開オーディションに「審査員特別枠」で合格する。
2012年1月26日、NMB48研究生29人の中から選ばれたチームM初期メンバー16人に入り、正規メンバー昇格。2月8日発売のNMB48 3rdシングル「純情U-19」でシングル表題曲における初選抜となった。6月27日、足のけがのため1か月休養し、7月28日の個別握手会より復帰。
2014年11月5日発売のNMB48 10thシングル「らしくない」で、4thシングル「ナギイチ」以来約2年ぶりに選抜メンバーへ復帰した。
2016年12月28日発売のNMB48 16thシングル「僕以外の誰か」Type-Dのカップリング曲として、自身初のソロ楽曲「プライオリティー」が収録された。
2017年7月29日、NMB48劇場で行われたチームM公演において、グループからの卒業を発表した。卒業イベントは3夜連続で実施した。同年9月25日に大阪・ロフトプラスワン WESTにおいて『木下百花 × 友人1人（中華一番） 〜アイドルとして最後の暴挙〜』、26日に大阪・味園ユニバースにおいて『木下百花・更生施設 祝!出所イベント』を開催し、27日にNMB48劇場で行われた卒業公演もってNMB48としての活動を終了した。
2022年2月14日、3月31日をもってShowtitle事務所のマネージメント契約を終了することを発表した。

## 人物
親交のある人物として、眉村ちあき、柴田聡子などを挙げている。
2020年9月、蜘蛛のように見える刺青を喉に入れた姿が話題になった。本人曰く、タトゥーは「天使や骸骨、虫などといった自身のイメージを基に、知り合いがデザインしたもの」（アウト×デラックスより）。のちに両手首と足首にもタトゥーを入れており、2023年配信の『ぜにいたち』では右乳房に「みぎおっぱい」の文字を入れたことを明かしている。

### NMB48
NMB48時代のキャッチフレーズは「リンゴかミカンかやっぱり（ももか!）木の上よりも木の下が好き」である。元愛称は「きのした」。
NMB48に入るまでは、ずっと引きこもっているような人間だった。
オープニングメンバーオーディションは学校帰りに母に連れていかれたため、体操服姿で受けており、周囲から浮いていた。同期生の渡辺美優紀も当初、「苦手だった」と感じていたという。なお、『AKB0048』の公開オーディションにおいても体操服姿で参加し、その時は会場の笑いを誘っていた。
ブログの内容は非常に個性的であり、他のメンバーと比較してもかなり暴走しがちな文章となっている（当初は比較的普通な内容も多かった）。ブログ読者はコメントを書くことが可能になっているが、1件あたりのブログに付くコメント数はNMB48メンバーはもとより、先輩グループであるAKB48のメンバーと同等のコメント数が付くこともある。『AKB48×週刊プレイボーイ2011』（2011年10月24日発売）において、当時研究生ながら「NMB48木下百花が週プレ編集部を侵略!?」というタイトルで3ページの単独取材記事を組まれ「ブログ暴走娘」と呼ばれる。
元AKB48の高橋みなみに好かれており、テレビ番組で共演したこともある。
AKB48グループにおける成人式では、ほかのメンバーが振袖を着用する中、木下はメンズもののベージュのスーツである国鉄の車掌服で登場した。晴れ着姿は、先ずは親に直接見せると決めていたため、成人式では尊敬している父に関連するこの衣装を着用した。
2016年末のNHK紅白歌合戦で行われた「AKB48グループ　夢の紅白選抜」では48グループ中18位を獲得し、紅白歌合戦出場を果たした。NMB48内では、1位山本彩、6位吉田朱里に次ぐ3位であった。

## NMB48での参加曲

### シングル選抜曲
NMB48名義
- 「絶滅黒髪少女」に収録
  - 三日月の背中
- 「オーマイガー!」に収録
  - 捕食者たちよ - 紅組名義
  - 僕は待ってる
- 純情U-19
  - 右へ曲がれ! - 紅組名義
- ナギイチ
  - 僕がもう少し大胆なら - 紅組名義
- 「ヴァージニティー」に収録
  - ちょっと猫背
- 「北川謙二」に収録
  - 星空のキャラバン - 白組名義
- 「僕らのユリイカ」に収録
  - 届かなそうで届くもの
  - 野蛮なソフトクリーム - 紅組名義
- 「カモネギックス」に収録
  - 思わせ光線 - 紅組名義
- 「高嶺の林檎」に収録
  - 水切り - 紅組名義
- らしくない
  - 右にしてるリング - Team M名義
- 「Don't look back!」に収録
  - 卒業旅行
  - ハート、叫ぶ。 - Team M名義
- 「Must be now」に収録
  - Good-bye, Guitar - Team M名義
- 「甘噛み姫」に収録
  - 恋を急げ - Team M名義
- 「僕はいない」に収録
  - 最後の五尺玉 - Team M名義
- 「僕以外の誰か」に収録
  - 恋は災難 - Team M名義
  - プライオリティー - ソロ楽曲

AKB48名義
- 「ギンガムチェック」に収録
  - あの日の風鈴 - ウェイティングガールズ名義
- 「シュートサイン」に収録
  - 真夜中の強がり - NMB48名義

### アルバム選抜曲
NMB48名義
- 『てっぺんとったんで!』に収録
  - てっぺんとったんで!
  - With my soul - team M名義
- 『世界の中心は大阪や 〜なんば自治区〜』に収録
  - “生徒手帳の写真は気に入っていない”の法則
  - 夏の催眠術 - Team M名義
- 『難波愛〜今、思うこと〜』に収録
  - まさかシンガポール
  - 難波愛

AKB48名義
- 『ここにいたこと』に収録
  - ここにいたこと
- 『1830m』に収録
  - 青空よ 寂しくないか?

### 劇場公演ユニット曲
チームM 1st Stage「アイドルの夜明け」
- 天国野郎（1st UNIT）
- 残念少女（2nd UNIT）

チームM 2nd Stage「RESET」
- 奇跡は間に合わない

チームM 「アイドルの夜明け」公演
- 愛しきナターシャ

### ソロ楽曲
- プライオリティー（作詞：秋元康、作曲・編曲：ツキダタダシ）
  - NMB48「僕以外の誰か」収録（2016年12月28日）

## ディスコグラフィ

### シングル

#### 配信限定
|   | 曲名                           | リリース日     | 公式MV                                                                    |
| - | ------------------------------ | -------------- | ------------------------------------------------------------------------- |
| - | わたしのはなし                 | 2019年7月3日   | kinoshita "わたしのはなし" (Official Music Video) - YouTube               |
| - | デリートデータ                 | 2019年7月24日  | kinoshita「デリートデータ」 - YouTube                                     |
| - | 生きる                         | 2019年8月14日  | kinoshita「生きる」 - YouTube                                             |
| - | ダンスナンバー                 | 2020年2月5日   | 木下百花 "ダンスナンバー" (Official Music Video) - YouTube                |
| - | 少しだけ、美しく               | 2020年8月5日   | 木下百花 "少しだけ、美しく" (Official Music Video) - YouTube              |
| - | 誰かの隣でパーティーしていたい | 2021年3月1日   | 木下百花 "誰かの隣でパーティーしていたい"(Official Music Video) - YouTube |
| - | 家出                           | 2021年4月10日  | 木下百花 "家出"(Official Music Video) - YouTube                           |
| - | えっちなこと                   | 2021年7月30日  | 木下百花 "えっちなこと"(Official Music Video) - YouTube                   |
| - | 悪い友達                       | 2021年12月26日 | 木下百花 "悪い友達"(Official Music Video) - YouTube                       |
| - | 天使になったら                 | 2022年2月14日  | 木下百花 "天使になったら"(Official Music Video) - YouTube                 |
| - | とき・めき・馬鹿・みたい       | 2022年10月3日  | 木下百花「とき・めき・馬鹿・みたい」 - YouTube                            |
| - | Make love...(feat.眉村ちあき)  | 2022年12月3日  |                                                                           |
| - | あんたのラブドール             | 2023年3月5日   | ぶっ恋呂百花"あんたのラブドール"(Official Music Video) - YouTube          |
| - | 殺Kiss                         | 2023年4月27日  | ぶっ恋呂百花"殺Kiss"(Lyric Video) - YouTube                               |
| - | あなたを、しりƒ₌い。           | 2023年5月30日  | ぶっ恋呂百花"あなたを、しりƒ₌い。"(Lyric Video) - YouTube                 |
| - | Cyborg                         | 2023年6月29日  |                                                                           |
| - | カス                           | 2023年7月30日  | ぶっ恋呂百花『カス』(Official Music Video) - YouTube                      |
| - | I'm crazy                      | 2023年8月31日  |                                                                           |
| - | 片想うフリ                     | 2023年9月30日  |                                                                           |
| - | 昆虫                           | 2023年10月31日 |                                                                           |
| - | 躱せない                       | 2023年11月30日 |                                                                           |
| - | 揺れる関係                     | 2023年12月31日 |                                                                           |
| - | ぶっころにゃん♡                | 2024年1月31日  |                                                                           |

### EP
|     | リリース日    | タイトル           | 収録曲 | 公式動画 |
| --- | ------------- | ------------------ | --- | --- |
| 1st | 2019年9月4日  | わたしのはなし     | 1. わたしのはなし 2. 自分勝手 3. デリートデータ 4. ハッピーアイスクリーム 5. 生きる | kinoshita "わたしのはなし" (Official Music Video) - YouTube わたしのはなし - YouTube Music プレイリスト                       |
| 2nd | 2021年6月16日 | また明日           | 1. 家出 2. タクシードライブ 3. グリルパインベーコンブルーチーズアボカド 4. 月が見える 5. 誰かの隣でパーティーしていたい                                                                       | 【trailer】1st EP「また明日」 - YouTube 木下百花 "家出"(Official Music Video) - YouTube また明日 - YouTube Music プレイリスト |
| 3rd | 2023年2月6日  | ときめきガチリアル | 1. とき・めき・馬鹿・みたい 2. Make love...（feat. 眉村ちあき） 3. 犬＆猫（feat. Dogs、Cats） 4. お前だけはガチで守る♡（feat. 戦慄かなの） 5. 犬＆猫（feat. Dogs、Cats） ［ウ山あまね Remix］ | 1stEP「ときめきガチリアル」Teaser/ぶっ恋呂百花 a.k.a 木下百花 - YouTube ときめきガチリアル by ぶっ恋呂百花 - LinkCore         |

### アルバム
|     | リリース日     | タイトル | 収録曲 | 公式動画                                                                                    |
| --- | -------------- | -------- | --- | ------------------------------------------------------------------------------------------- |
| 1st | 2020年12月16日 | 家出     | 1. 強さ 2. 世界の宿題 3. 料理教室は似合わない 4. 5秒待ち 5. 卍JK卍 6. ダンスナンバー 7. 少しだけ、美しく 8. いい人のフリ 9. わたしのはなし 10. アイドルに殺される 11. ひかる | 木下百花 1st フルアルバム「家出」トレーラー映像 - YouTube 家出 - YouTube Music プレイリスト |

### 楽曲提供
| アーティスト                | 曲名                    | リリース日     | 備考                       |
| --------------------------- | ----------------------- | -------------- | -------------------------- |
| 塩見きら                    | 完璧!!Dollちゃんッッ♡♡  | 2024年01月21日 | 作詞作曲編曲：ぶっ恋呂百花 |
| （NMB48） 新澤菜央 山本望叶 | チュッてギュッてグッと♡ |                | 作詞作曲編曲:ぶっ恋呂百花  |
| 田中みう                    | お姫様ムーブ（ ; ; ）   | 2024年06月8日  | 作詞作曲編曲：ぶっ恋呂百花 |

## 出演

### バラエティ
- よしもとミッドナイトコメディ 3年2組ポンコツの唄（2013年6月6日 - 2014年3月18日、読売テレビ） - 月1放送。
- OHA OHA アニキ（2016年10月14日 - 2018年3月30日 、テレビ東京） - アシスタント[22]

### テレビドラマ
- 笑福亭仁鶴芸歴50周年記念ドラマ「だんらん」（2013年1月4日、関西テレビ） - 後藤時子 役
- LIVE! LOVE! SING! 生きて愛して歌うこと（2015年3月10日、NHK総合） - 橘香雅里 役[23]
- 豆腐プロレス（2017年1月22日 - 7月2日、テレビ朝日） - 木下百花 / イケメン百花 役

### ラジオ
- 60TRY部（2018年4月20日 - 2021年3月、アール・エフ・ラジオ日本）金曜担当

### テレビアニメ
- AKB0048（2012年） - 鰐淵恵 役
- AKB0048 next stage（2013年） - 鰐淵恵 役

### 映画
- NMB48 げいにん!THE MOVIE お笑い青春ガールズ!（2013年8月1日、よしもとクリエイティブ・エージェンシー）
- LIVE! LOVE! SING! 生きて愛して歌うこと 劇場版（2016年1月23日、トランスフォーマー） - 香雅里 役[24]

### イベント
- 豆腐プロレス The REAL 2017 WIP CLIMAX in 後楽園ホール（2017年8月29日、後楽園ホール） - イケメン百花 役[25]
- 木下百花・更生施設 祝!出所イベント（2017年9月26日、味園ユニバース）[9]
- 今日の御言葉「生きるとは」〜アナタも幸せの悦びに包まれてみませんか?〜（2017年11月30日、東京キネマ倶楽部）[26]

## 書籍

### 雑誌・新聞連載
- スポーツ報知 大阪版（2012年4月1日 - 、報知新聞社） - 「木下百花のNMB48 百花繚乱」を連載。
- 週刊プレイボーイ （2013年4月22日 - 、集英社） - 「ももたす^ω^ 地上に舞い降りた 堕天使絵日記」を連載。
- KERA（モール・オブ・ティーヴィー） - モデル[27]。